# Zonvolger

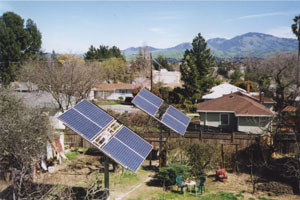
Twee zonvolgers met fotovoltaïsche zonnepanelen. Bij fotovoltaïsche zonnecellen kan een zonvolger het rendement met zo'n 30% verhogen.

Een zonvolger of zonlichtvolger is een apparaat dat een spiegel of lens, een systeem zonnepanelen of een zonnecollector automatisch op de zon gericht houdt. De positie van de zon ten opzichte van de aarde, te zien als de zonneboog, is afhankelijk van het moment van de dag zowel als van de tijd van het jaar.
De meeste zonne-energiesystemen werken optimaal als het zonlicht er loodrecht op valt. Een zonvolger kan de effectiviteit van een zonne-energiesysteem dus verhogen door het voortdurend loodrecht op de zon te richten. Men haalt 20 tot 40% extra rendement, naargelang het aantal uren direct zonlicht.  In zonnige streken is een zonvolger dus nuttiger dan in Vlaanderen of Nederland. 

Het draaimechanisme van een zonvolger gebruikt in de meeste gevallen echter zelf ook energie. Zo ongeveer 1,5 kWh per jaar, dat is dus te verwaarlozen. De kostprijs van zonvolgsystemen bedraagt echter ongeveer 2500 euro voor 20 m2 Dat is in de meeste gevallen 20-30 % extra investering.  Het financieel rendement van deze extra investering is dus vrij laag.